# Józef Dwernicki
Józef Dwernicki (ur. 19 marca 1779 w Warszawie, zm. 23 listopada 1857 w Łopatynie) – polski wojskowy, generał, dowódca kawalerii w powstaniu listopadowym.

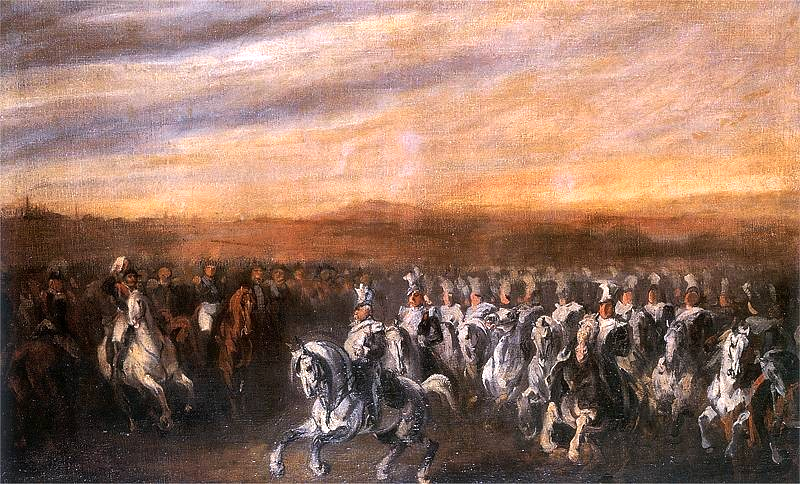
Generał Dwernicki na czele II Pułku Ułanów, obraz Piotra Michałowskiego

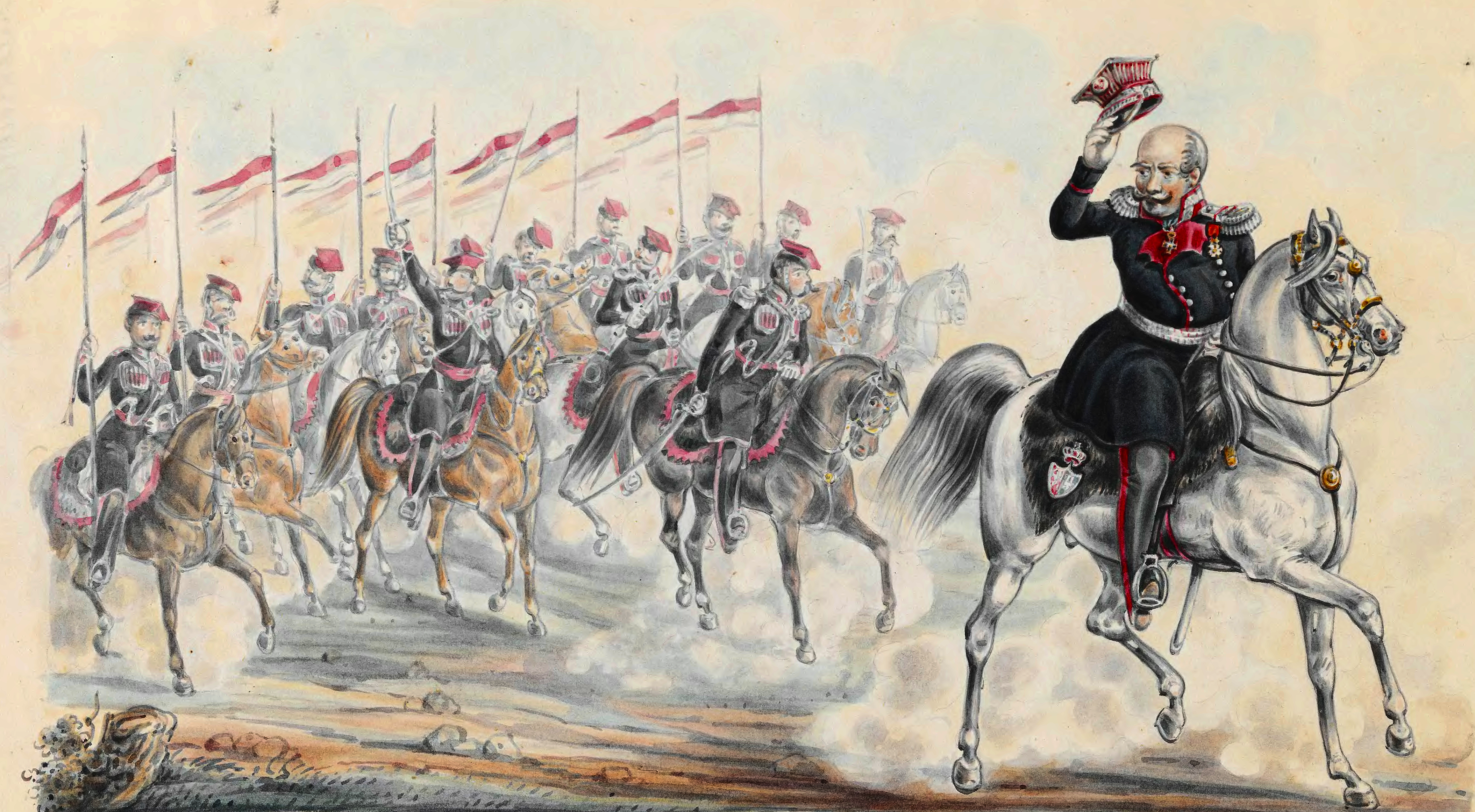
Generał Józef Dwernicki na czele szwadronu krakusów im. ks. Józefa Poniatowskiego

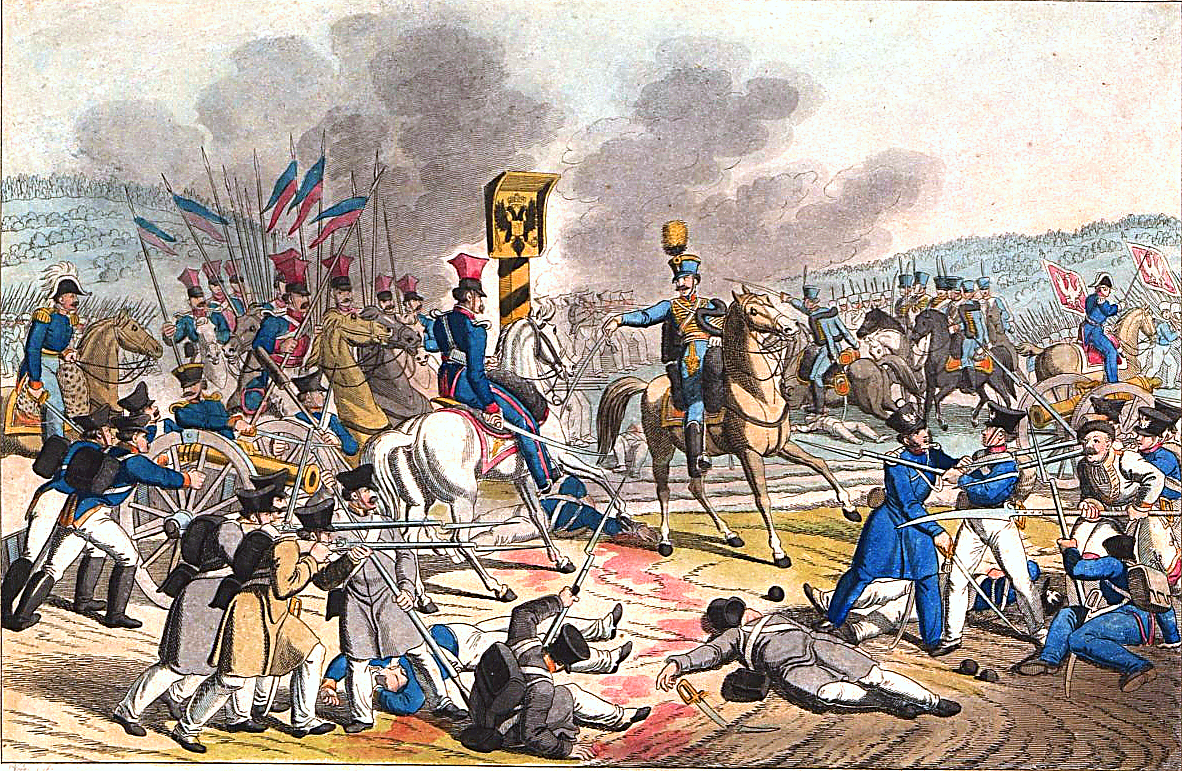
Generał Józef Dwernicki przekraczający granicę austriacką w 1831 roku

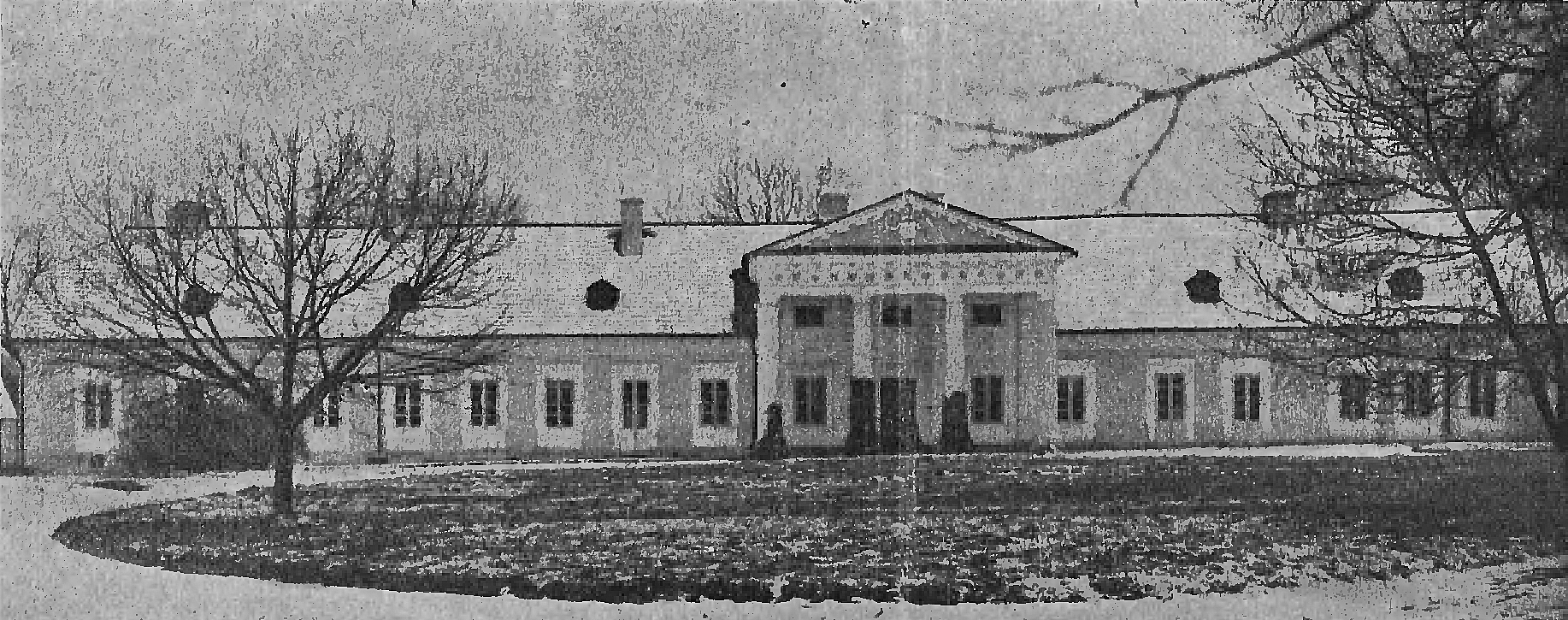
Budynek dworski zamieszkiwany przez gen. Dwernickiego w Łopatynie

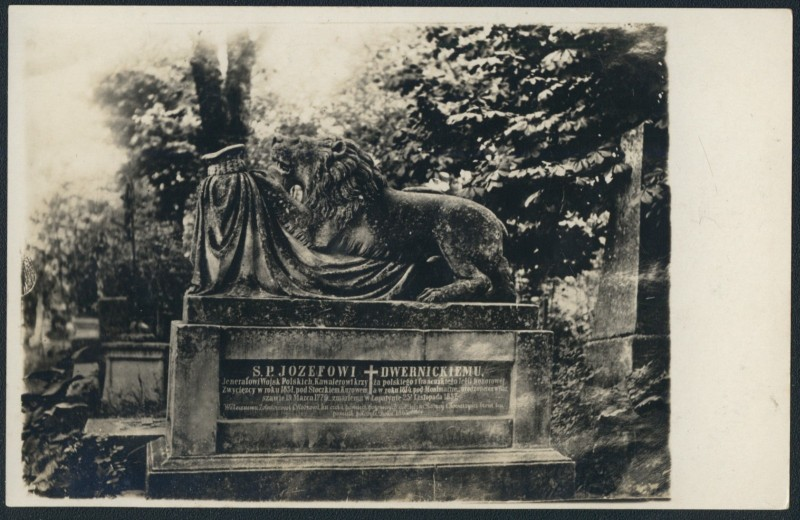
Grób Józefa Dwernickiego w Łopatynie

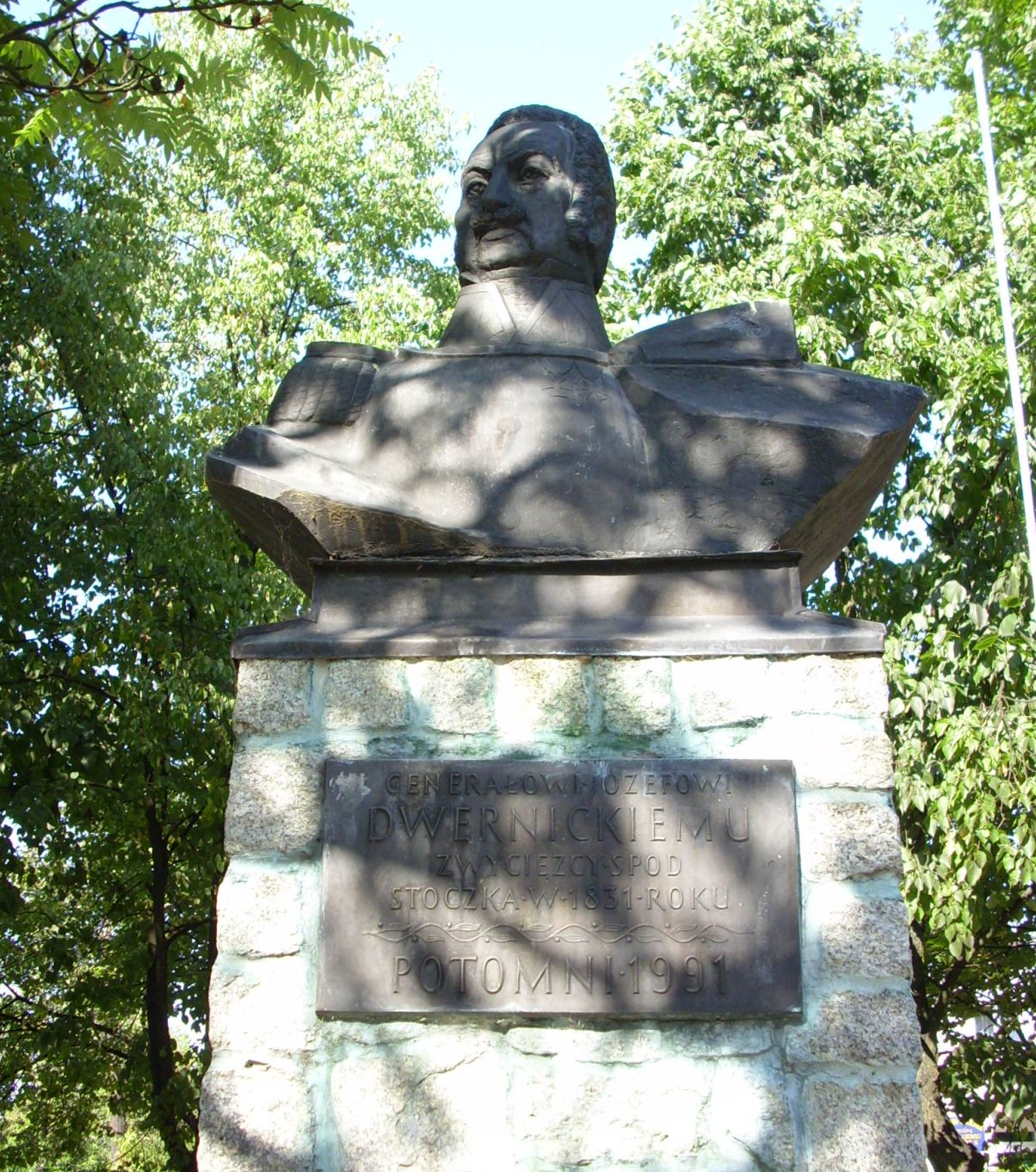
Pomnik Józefa Dwernickiego w Stoczku Łukowskim

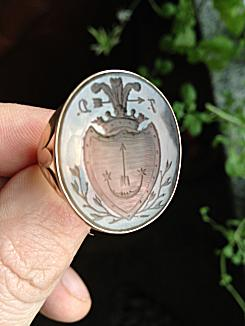
Sygnet herbowy generała Józefa Dwernickiego (kolekcja prywatna Warszawa)

## Życiorys

### Dzieciństwo i edukacja
Pochodził z rodziny szlacheckiej pieczętującej się herbem Sas, której majątki Balin i Zawale znajdowały się na Podolu po prawej stronie Zbrucza. Rodzice dbali o jego patriotyczne wychowanie. Przyszły generał zaczął swój zawód wojskowy bardzo wcześnie bo w 1791 r., ochotniczo wstępując do artylerii polowej. Był w niej bardzo krótko. W 1795 r. opuścił Szkołę Rycerską po rozwiązaniu wojska polskiego. Przeniósł się do rodzinnego Zawala i zajmował się gospodarstwem.

### Okres napoleoński
W 1806 r., kiedy wojska francuskie zbliżyły się do Wisły, Dwernicki wraz ze swoim przyjacielem Augustynem Trzecieskim zorganizował Towarzystwo Patriotyczne, mające na celu przygotowanie powstania przeciw Rosjanom. Pokój w Tylży to udaremnił. W 1809 r. Dwernicki uzbroił swoim kosztem 80 ludzi ze swoich dóbr, przebył Zbrucz i połączył się z oddziałami wojska polskiego Piotra Strzyżewskiego 27 maja 1809 pod Tarnopolem. Od tej pory rozpoczął się szlak bojowy przyszłego generała. Walczył ze swoim oddziałem z Austriakami gdzie doszło do bitwy przeciw gen. mjr. Antonowi Bickingowi von Sobiniakowi 18 czerwca 1809 pod Zaleszczykami, Tarnopolem, Chorostkowcem i Wieniawką. Za te walki, w których okrył się sławą, otrzymał stopień kapitana. Na stałe związał się z kawalerią. W nagrodę za zasługi położone w czasie wojny, książę Józef Poniatowski, naczelny wódz Wojska Księstwa Warszawskiego w 1810 odznaczył Dwernickiego Złotym Krzyżem Virtuti Militari i wręczył nominację na szefa szwadronu 15 Pułku Ułanów. Na tym stanowisku odbył kampanię 1812 r. Brał udział kolejno we wszystkich większych bitwach Wielkiej Armii. Z powodu choroby pułkownika Trzecieskiego, objął Dwernicki dowództwo 15 Pułku Ułanów (sformowanego w 1809 na Podolu) i prowadził go do Moskwy, potem przez Berezynę do Warszawy. Przez cały czas znosił trudy wojny wraz z żołnierzami. Za tę kampanię został mianowany w styczniu 1813 r. grosmajorem, a w marcu ponownie otrzymał krzyż Virtuti Militari, zwany wówczas polskim krzyżem kawalerskim. Kilka dni później Dwernicki został odznaczony francuskim krzyżem srebrnym Legii Honorowej. Po ciężkich walkach i ogromnych stratach Dwernicki ponownie zorganizował 8 pułk ułanów, na czele którego walczył w Niemczech i we Francji. Za wspaniałą szarżę pod Wirtenbergiem 13 października 1813 cesarz Napoleon Bonaparte osobiście przypiął Dwernickiemu krzyż złoty Legii Honorowej.
Otrzymał też Order Cesarski Zjednoczenia.
Wielką brawurą odznaczył się w bitwie pod Lipskiem, wycofując się jako ostatni z pola bitwy. 4 stycznia 1814 Dwernicki awansował na pułkownika i otrzymał dowództwo świeżo utworzonego Pułku Krakusów, z którym wsławił się szczególnie pod Claye – wziął do niewoli kilkaset żołnierzy pruskich i rosyjskich. Równie zażartą walkę z Prusakami stoczył Dwernicki na rogatkach Paryża.

### Lata 1815–1830
Po upadku Napoleona i utworzeniu Królestwa Kongresowego powrócił Dwernicki wraz z wojskiem do kraju. W 1816 był członkiem loży wolnomularskiej Kazimierz Wielki. Dzięki swoim zasługom i cechom charakteru był lubiany przez swoich i obcych. Uczestniczył w asyście otoczenia cara, kiedy ten odwiedzał Kościuszkę. Na polecenie naczelnego wodza armii polskiej wlk. ks. Konstantego Dwernicki opracował regulamin kawalerii polskiej, następnie przetłumaczył go na rosyjski. 20 stycznia 1815 Dwernicki został dowódcą 2 Pułku Ułanów, który początkowo stacjonował na Podlasiu i Lubelszczyźnie, następnie w Suwałkach. Dwernicki dowodził tym pułkiem przez 14 lat. W tym czasie otrzymał kolejne ordery: Św. Anny z brylantami, Św. Włodzimierza III klasy. Odznaczony Św. Stanisława II klasy w 1829 roku i III klasy w 1819 roku. Dowodzi to docenieniu zdolności dowódczych Józefa Dwernickiego. W 1826 pułk Dwernickiego pełnił służbę w Warszawie. Ułani eskortowali aresztowanych patriotów i rozmawiali z nimi, co było zabronione. Dwernicki o tym wiedział i akceptował takie zachowanie. Doniesiono o tym wlk. ks. Konstantemu, co spowodowało, że Dwernicki popadł w niełaskę. Pułk na przeglądzie został uznany za najgorszy, przepojony duchem rewolucyjnym. Wkrótce został odesłany z Warszawy. Dwernicki chciał opuścić pułk, ale stawiane różne trudności materialne i szykany w. ks. to uniemożliwiły. Z okazji koronacji nowego cara – króla Mikołaja I w 1829 na wojsko spadły liczne awanse. Józef Dwernicki został awansowany na generała brygady i przydzielony do sztabu dywizji strzelców konnych dowodzonych przez gen. mjr. Ludwika Kickiego. Z rozkazu gen. Kickiego Dwernicki objął dowództwo I Brygady w tej dywizji. Po tym awansie opracował regulamin dla kawalerii rosyjskiej, który obowiązywał jeszcze w czasie wojny krymskiej. W 1830 został nagrodzony Znakiem Honorowym za 20 lat służby.

### Powstanie listopadowe

#### Wczesne walki
Wybuch powstania listopadowego w 1830 zastał gen. Dwernickiego w Sieradzu, gdzie dowodził 3 Pułkiem Strzelców Konnych. Dwernicki został wezwany do Warszawy, gdzie powierzono mu dowództwo nad nowymi dywizjonami, które praktycznie musiał formować od początku. Wykazał przy tym swój świetny talent organizacyjny. Do stycznia 1831 sformował i uzbroił 18 szwadronów gotowych do walki.
Pod koniec stycznia Rząd Narodowy zdecydował się na wysłanie na Ruś wydzielonego korpusu pod dowództwem gen. Dwernickiego, o co on sam usilnie zabiegał. Po tej nominacji odwiedziła Dwernickiego delegacja z Ukrainy, Podola i Wołynia, która zaproponowała utworzenie Legii Wołyńskiej pod jego dowództwem. Legia miała wejść w skład korpusu gen. Dwernickiego. Sytuacja w kraju uległa zmianie. Do królestwa wkroczyły wojska rosyjskie. W tej sytuacji wódz naczelny ks. Michał Gedeon Radziwiłł wysłał korpus gen. Dwernickiego przeciwko dywizji gen. Fiodora Geismara, która stacjonowała w Seroczynie. Do bitwy doszło pod Stoczkiem 14 lutego 1831. Korpus gen. Dwernickiego po dwugodzinnej walce rozgromił dywizję strzelców konnych gen. Geismara. Była to pierwsza i zarazem zwycięska bitwa w tej wojnie. Za to zwycięstwo Dwernicki został awansowany na generała dywizji. Po zakończeniu bitwy gen. Dwernicki wymaszerował do Warszawy, ale kilka dni odpoczywał w Górze Kalwarii. Nowe rozkazy dowództwa doprowadziły do kolejnej bitwy z korpusem gen. Cypriana Kreutza w rejonie Mniszewa, Ryczywołu i Nowej Wsi. Gen. Dwernicki zdobył całą artylerię rosyjską i około 40 jeńców. Poległo ponad 200 Rosjan.

#### Wyprawa na Wołyń
Dalszy szlak bitewny gen. Dwernickiego to Warka, Kozienice, Puławy, Kurów, Lublin i Zamość. Wszędzie odnosił zwycięstwa. W początkach kwietnia 1831 gen. Dwernicki przekroczył Bug i rozpoczął marsz na Wołyń. Po drodze do korpusu gen. Dwernickiego dołączali ochotnicy, ale nie było ich wielu. Przekraczając Bug gen. Dwernicki dowodził korpusem liczącym około 7000 żołnierzy.
Na Wołyniu miało wybuchnąć powstanie, ale do wybuchu nie doszło. Sytuacja stała się niekorzystna. Siły rosyjskie gen. mjr. Fiodora W. Rydygiera były znacznie liczniejsze. Do pierwszego starcia doszło pod miasteczkiem Poryck, gdzie Polacy wzięli około 150 jeńców i cały tabor. Po tym zwycięstwie generał wydał odezwę do mieszkańców Ukrainy, Wołynia i Podola wzywającą ich do powstania. Efekt był nikły. Gen. Dwernicki doznał ogromnego zawodu. Z dalszej walki jednak nie zrezygnował. 15 kwietnia 1831 zetknął się ponownie z Rosjanami pod Beresteczkiem i pod Boremlem. Dwernicki zajął Boremel nad Styrem. Rozpoczęła się walka o mosty i przeprawy. 18 kwietnia rozpoczęły się walki o Boremel i Beresteczko. Gen. Dwernicki ponownie wykazał się wielkim kunsztem dowódczym. Bronił Boremla aż do 20 kwietnia. Po bitwie pod Boremlem Dwernicki skierował się na Podole.
Żadnych posiłków nie otrzymał. Dość owacyjnie przyjęto Polaków w Radziwiłłowie przez obywateli galicyjskich. Również graniczne władze austriackie urządziły festyn na cześć korpusu polskiego. Austriacy przyjęli do swoich szpitali chorych i rannych i część zbędnego taboru. W dniach 24–26 kwietnia dochodziło do małych utarczek. Wobec otoczenia oddziałów polskich i ich rozbicia gen. Dwernicki zdecydował się na przekroczenie granicy austriackiej 27 kwietnia 1831. Korpusowi polskiemu wyznaczono rejony pobytu koło wsi Terpiłówka i Klebanówka. Polacy złożyli broń.

### Okres emigracyjny
Gen. Dwernicki po krótkim internowaniu wyjechał do Paryża na emigrację (listopad 1831). Tu dość wcześnie rozpoczął działalność patriotyczną. Był współzałożycielem Komitetu Narodowego Polski i Ziem Zabranych oraz Towarzystwa Wzajemnej Pomocy, Szkoły Narodowej Polskiej w Paryżu i czynnym działaczem politycznym. Cieszył się uznaniem i szacunkiem innych. Oto jak opisuje go Władysław Mickiewicz, syn poety Adama – [...] Dwernicki, choć bardzo otyły, a pomimo to ruchliwy i czynny, zawsze uśmiechnięty, całe życie cieszył się największą popularnością. Zbyt o nią może dbał i więcej by zdziałał, gdyby się mniej troszczył o opinię różnych kółek emigracyjnych.
Dwernicki był także założycielem oraz prezesem Komitetu Narodowego Emigracji Polskiej i Ziem Zabranych (znanym powszechnie jako Komitet Dwernickiego i istniejącym w latach 1832–1834), który był do pewnego stopnia kontynuacją półśrodkowych, liberalnych założeń Komitetu Narodowego Polskiego Joachima Lelewela. Komitet Dwernickiego, choć początkowo zdobył dużą popularność wśród polskich wychodźców we Francji, okazał się równie nietrwały co komitet Lelewela.
Po kilku latach pobytu w Paryżu gen. Dwernicki przeniósł się do Londynu. Będąc jeszcze w Paryżu ożenił się powtórnie w 1834 z Marią Ludwiką Aliną Broc. Jego pierwsza żona, Julianna zmarła w 1831 zaziębiwszy się podczas ucieczki z Zawala przed Rosjanami. Podczas całego pobytu na emigracji Dwernicki był ceniony i wyróżniany przez ówczesne znakomitości. Częstymi jego gośćmi byli ks. Ludwik Napoleon, późniejszy cesarz Francuzów, Lafayette, Ryszard Basza i inni.

### Schyłek życia
W 1848 Dwernicki otrzymał zezwolenie na powrót do kraju (do Galicji). Przybycie jego do Lwowa stało się uroczystością narodową i rzadko kto był tak przyjmowany z czcią i uniesieniem. Tam też zamieszkał na stałe. Brał udział w przeglądach wojsk. W 1848 orkiestra odegrała popularną we Lwowie piosenkę: Grzmią pod Stoczkiem armaty... W 1848 król Sardynii Karol Albert zwrócił się do Dwernickiego z propozycją objęcia naczelnego dowództwa swej armii, jednak generał propozycji nie przyjął. Z upływem lat podupadł na zdrowiu. Był coraz słabszy. Stan finansowy był opłakany. Adam hr. Zamoyski, przyjaciel generała, zapraszał go często do swoich dóbr w Łopatynie. Dwernicki chętnie z tego korzystał. Czas spędzał na polowaniu i rozmowach. Ostatnie lato spędził Dwernicki w 1857 w Łopatynie, gdzie zmarł 23 listopada. Tam też został pochowany i do dziś znajdują się jego prochy. Nagrobek wykonał lwowski rzeźbiarz Paweł Eutele. W licznym orszaku pogrzebowym było kilku starców – towarzyszy broni generała.

## Upamiętnienie

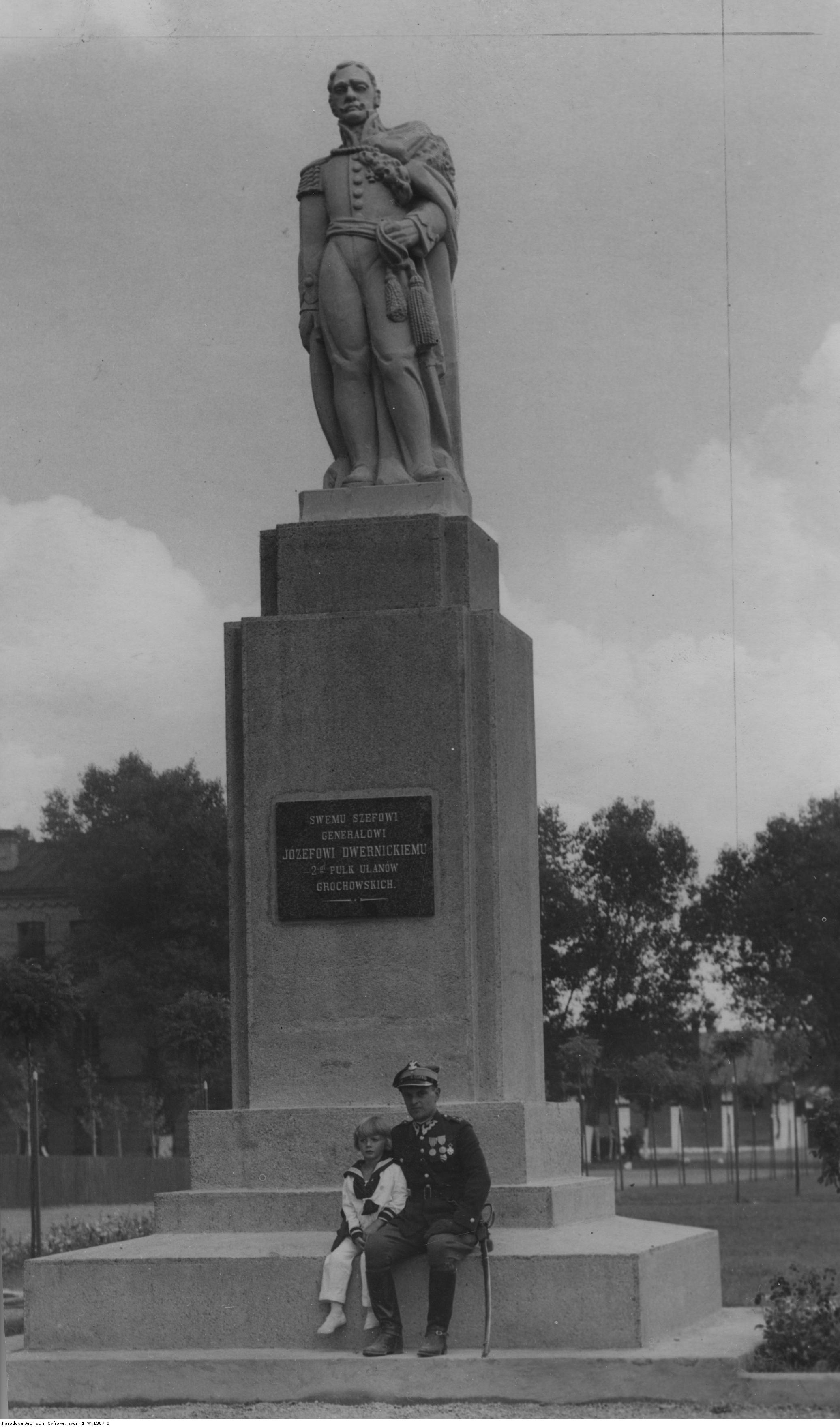
Wnuk i prawnuk gen. Dwernickiego pod pomnikiem w Suwałkach

- Imieniem gen. Dwernickiego nazwany został 2 Pułk Ułanów Grochowskich[11],
- Symboliczny nagrobek gen. Dwernickiego w Katedrze Lwowskiej[12],
- w 1911 roku odsłonięto tablicę pamiątkową na kościele w Łopatynie[13],
- ulice Dwernickiego m.in. w Bydgoszczy, Hrubieszowie, Krakowie, Łodzi, Tarnowie, Warszawie, Suwałkach i Stoczku Łukowskim oraz w Starachowicach[potrzebny przypis]
- w Stoczku Łukowskim jest usytuowany pomnik gen. Józefa Dwernickiego na skwerze przy pl. T. Kościuszki, a tuż poza granicami miasta – obelisk wzniesiony w 1931[14].
- imię generała nosi potężny dąb rosnący naprzeciwko leśniczówki w Cyganówce w powiecie garwolińskim; pamiątkowa tablica z 1979 podaje to miejsce jako miejsce urodzenia gen. Dwernickiego.